# Ivan Passer
Ivan Passer (Praga, 10 luglio 1933 – Reno, 9 gennaio 2020) è stato un regista e sceneggiatore ceco.

## Biografia
Figura importante in patria della Nová vlna nella metà degli anni '60, collaborò spesso con Miloš Forman. Dopo l'invasione sovietica, nel 1968 fuggì in Occidente dove lavorò con produttori come Carlo Ponti.
Ivan Passer è morto nel 2020 a Reno per problemi polmonari; aveva 86 anni.

## Filmografia parziale

### Regista
- Un pomeriggio noioso (Fádní odpoledne) (1964) - cortometraggio
- Illuminazione intima (Intimní osvětlení) (1965)
- Il mio uomo è una canaglia (Born to Win) (1971)
- Legge e disordine (Law and Disorder) (1974)
- Un asso nella mia manica (Crime and Passion) (1976)
- Uomini d'argento (Silver Bears) (1978)
- Alla maniera di Cutter (Cutter's Way) (1981)
- Dr. Creator - Specialista in miracoli (Creator) (1985)
- L'estate stregata (Haunted Summer) (1988)
- Stalin (1992)
- The Wishing Tree (1999)
- Nomad - The Warrior (Nomad) (2005)

### Sceneggiatore
- Gli amori di una bionda (Lásky jedné plavovlásky) (1965)
- Fuoco ragazza mia! (Hoří, má panenko) (1967)